# Boswellia frereana
Boswellia frereana är en tvåhjärtbladig växtart som beskrevs av George Christopher Molesworth Birdwood. Boswellia frereana ingår i släktet Boswellia och familjen Burseraceae. Inga underarter finns listade i Catalogue of Life.